# Торгівля викидами
Торгі́вля ви́кидами (англ. Emissions trading) — програма економічного стимулювання, за якою джерелам певних забруднень (найчастіше — забруднюючих атмосферу Землі) надаються дозволи на викиди певної кількості тон забруднювачів. Уряд видає тільки обмежену кількість дозволів, що відповідає бажаному рівню викидів. Власники цих дозволів, можуть, користуючись ними, викидати дозволену кількість забруднюючих речовин, або, знизивши об'єм власних викидів, продати ці дозволи. Той факт, що дозволи мають товарну вартість, стимулює власника до зменшення викидів.
У наш час найбільшою схемою торгівлі викидів у світі є EU ETS (Схема торгівлі викидами Європейського Союзу).